# Valerio Therapeutics
Valerio Therapeutics (anciennement Onxeo), créée en 1997, est une société spécialisée dans l'achat ou le développement de candidats médicaments. Elle est cotée à la bourse de Paris.
La société est issue de la fusion en 2014 entre le Français BioAlliance Pharma et le Danois Topotarget, pour former Onxeo.
En mars 2016, Onxeo annonce l'acquistion de l'entreprise DNA Therapeutics, spécialiste de la réparation de l'ADN,. 
En juin 2023, Onxeo change de nom et devient Valerio Therapeutics.
En février 2025,  Valerio Therapeutics annonce sa décision d'arrêter tous les essais cliniques et les activités associées, à cause de difficultés financières.

## Produits en portefeuille
- AsiDNA est un inhibiteur de la résistance des cellules cancéreuses. En mai 2020, l'Agence nationale de sécurité du médicament et des produits de santé (ANSM) a autorisé une étude en phase 1b dans le cadre du projet REVocan[7], qui pourrait être suivie d'une phase 2 à partir du 2e semestre 2021[8].

- OX401 est destiné à tromper les cellules cancéreuses qui sont tentées de se réparer après avoir été endommagées par une chimiothérapie.